# Pierre Boucher
Pierre Boucher (Ramillies, 24 april 1946) was een Belgisch lid van het Waals Parlement.

## Levensloop
Boucher werd verzekeringsmakelaar en bankier.
In 1982 werd hij voor de PRL verkozen tot gemeenteraadslid van Geldenaken, de gemeente waar hij van 1989 tot 1992 schepen was. Van 1987 tot 1991 was hij ook provincieraadslid van Brabant. Van 1992 tot 1994 was hij gedeputeerde van deze provincie en raakte betrokken bij de splitsing van Brabant en de oprichting van de nieuwe provincie Waals-Brabant. Van 1995 tot 1999 was hij ook gedeputeerde van deze provincie. In 1999 nam hij ontslag om zich voor de Mouvement Réformateur kandidaat te stellen voor het Waals Parlement en het Parlement van de Franse Gemeenschap. Hij werd verkozen, in 2004 herkozen en bleef in beide parlementen zetelen tot in 2006. Boucher was tevens schatbewaarder van de MR en vertrouweling van MR-kopstuk Louis Michel.
In 2000 werd Boucher verkozen tot gemeenteraadslid van Waver en was er van 2001 tot 2006 schepen. Hij maakte kans op het burgemeesterschap, maar liet het over aan de jonge Charles Michel. Van 2006 tot 2012 was hij opnieuw gedeputeerde van de provincie Waals-Brabant en stopte hierdoor als parlementslid en schepen van Waver. Sinds 2012 is Boucher provincieraadslid van Waals-Brabant en van 2012 tot 2018 was hij opnieuw gemeenteraadslid van Waver.